# Jimmy Robson
James "Jimmy" Robson (født 23. januar 1939 i Pelton, England - 14. december 2021) er en engelsk tidligere fodboldspiller (angriber).
Robson startede sin karriere hos Burnley, som han repræsenterede i ni sæsoner, frem til 1965. Her var han med til at vinde det engelske mesterskab i 1960. Senere spillede han også for Blackpool, Barnsley og Bury, inden han stoppede sin karriere i 1973.

## Titler
Engelsk mesterskab
- 1960 med Burnley